# Южная Морава
Южная Морава (серб. Јужна Морава) — река в Северной Македонии и в центральной Сербии. Приток реки Велика-Морава.

## Описание
Длина — 295 км, площадь бассейна — 15 469 км², средний расход воды 100 м³/сек.
Река образуется на северных слонах Скопска-Црна-Горы в Северной Македонии.
Севернее города Крушевац Западная Морава при слиянии с Южной Моравой образуют Велика-Мораву.

## Названия
У самых истоков водоток носит название Ключева, затем, за поселением Корбулич, меняет название на Голема. Протекая через посёлок Бинач река снова меняет название — Биначка-Морава.
После впадения Моравицы река носит своё основное название — «Южная Морава».

## Притоки
Южная Морава имеет 157 притоков, наиболее важные из них:
- Ябланица
- Ветерница
- Пуста
- Топлица
- Врла
- Власина
- Нишава
- Сокобанская Моравица